# Haus Stade

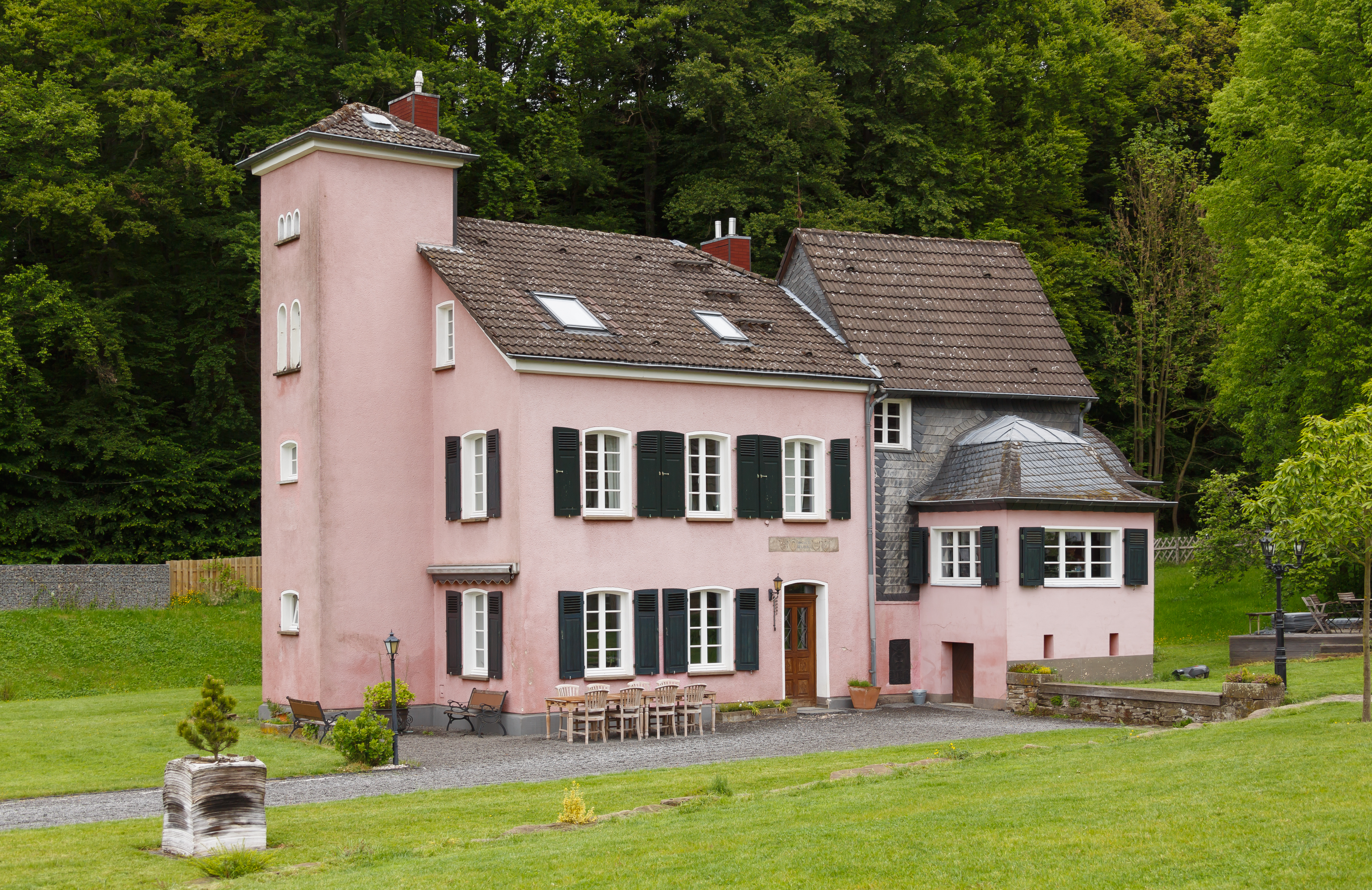
Haus Stade im Jahr 2014

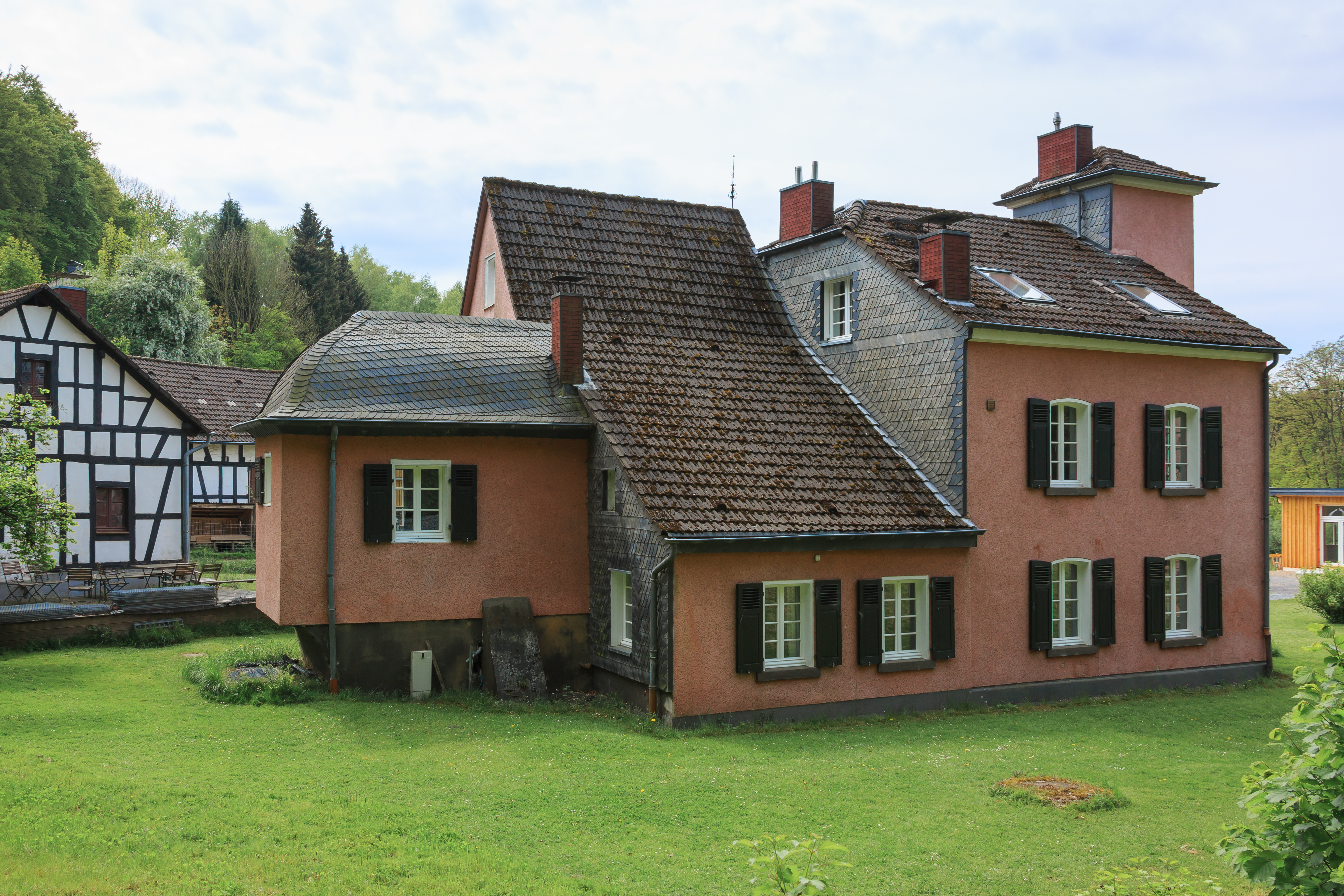
Die ehemalige Wasserburg von der Nordseite

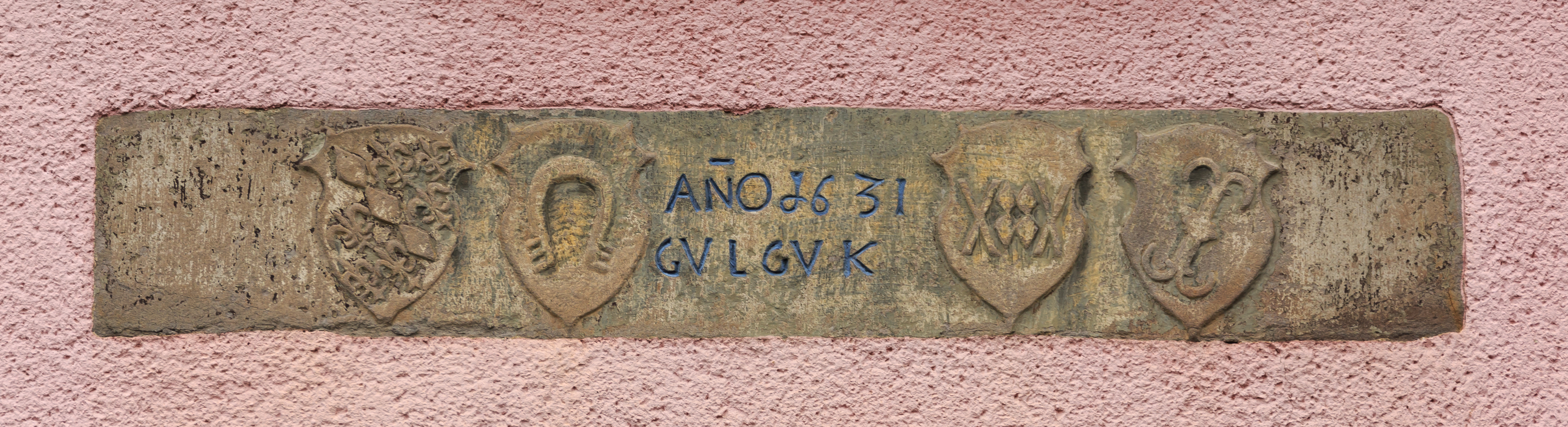
Inschriftlich datierter Stein von 1631

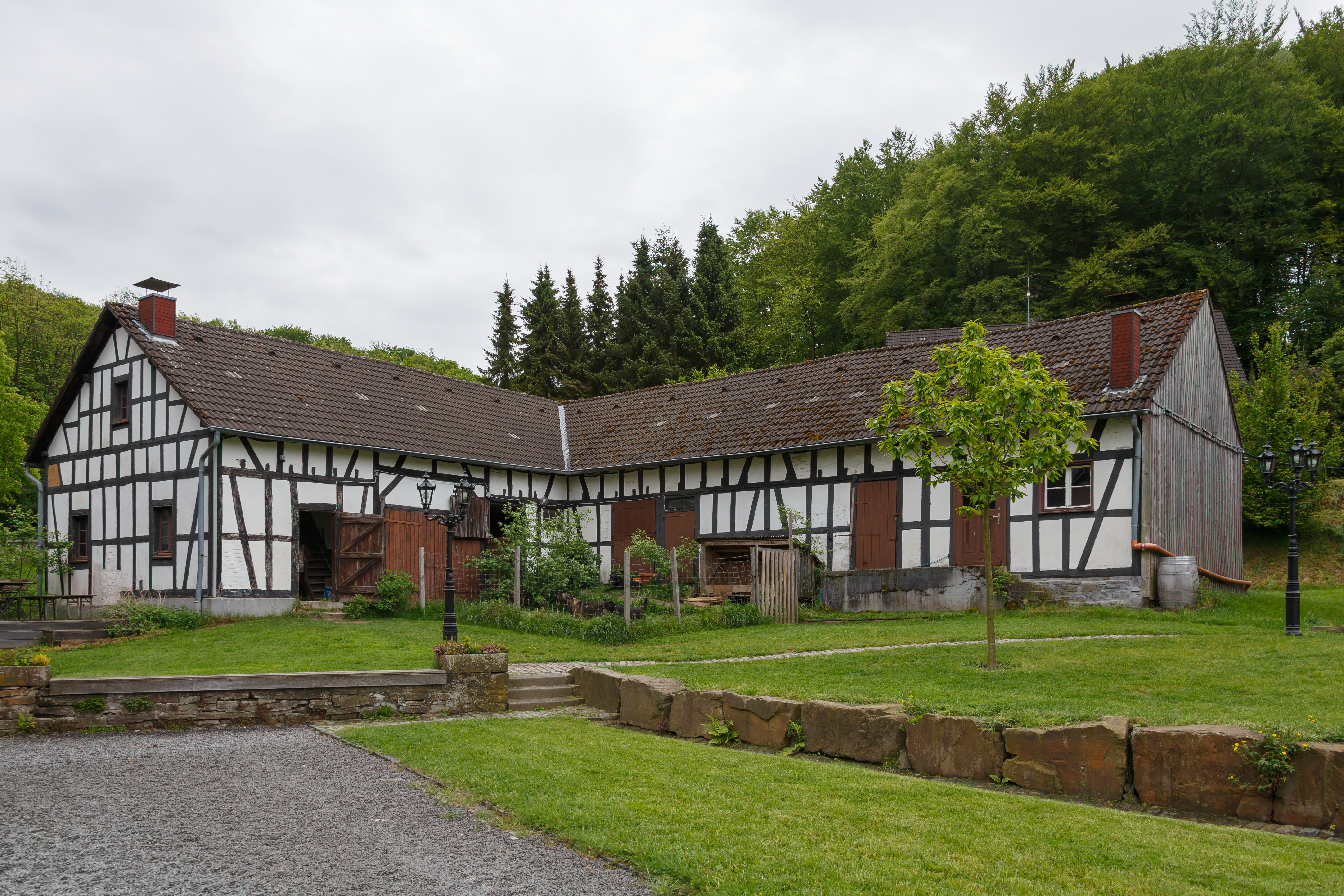
Wirtschaftsgebäude

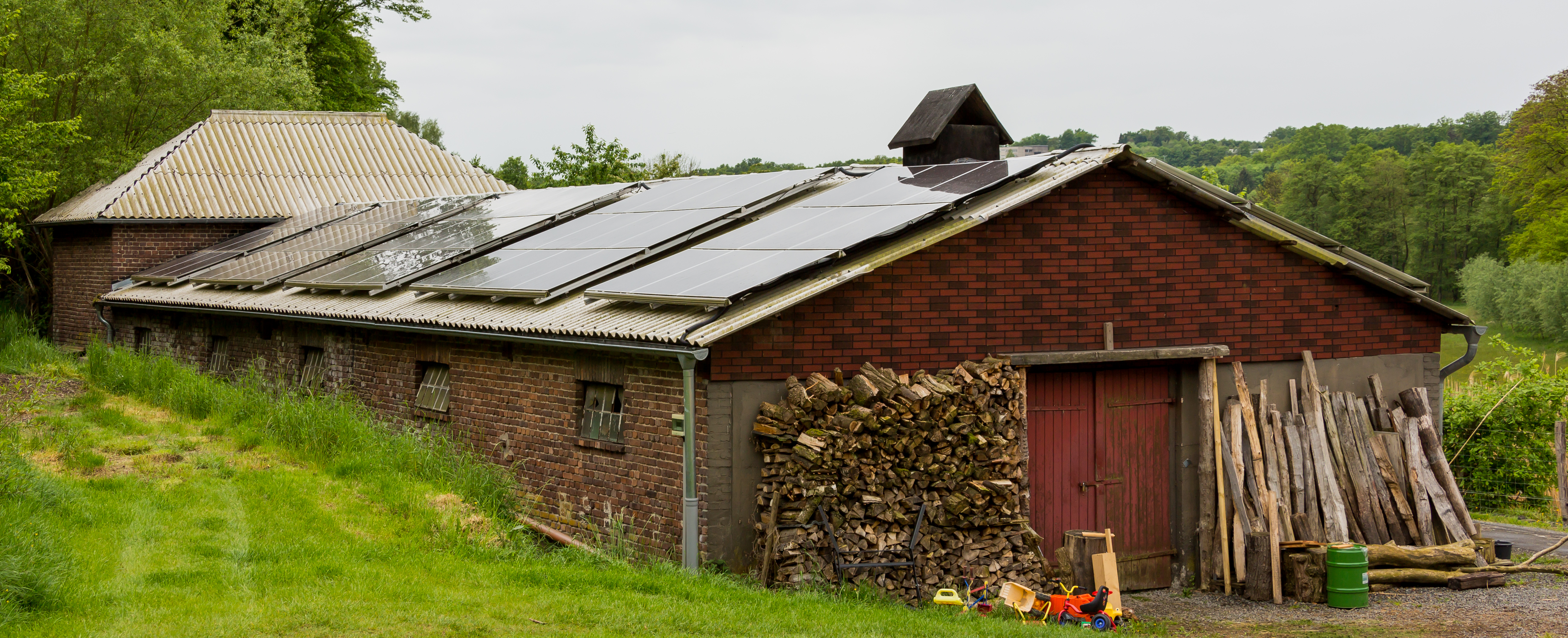
Ehemaliger Pferdestall

Haus Stade oder Haus Staade ist eine denkmalgeschützte ehemalige Wasserburg im Rösrather Stadtteil Hoffnungsthal.

## Beschreibung
Haus Stade, in historischen Dokumenten als Haus Staade bezeichnet, wurde auf Resten des Vorgängerbaus von 1631 nach einem Brand im Jahre 1842 errichtet, der östliche Erker und das Wirtschaftsgebäude sind aus dem 18. Jahrhundert. Die ehemalige Wasserburg besteht aus Wohnhaus und südlich vorgelagerten, zweiflügeligen Wirtschaftsgebäuden. Das Wohnhaus ist ein 2-geschossiger Backsteinbau mit verputzten Traufseiten und verschiefertem Ostgiebel. Es hat ein Krüppelwalmdach. Am Westgiebel angebaut ist ein 3-geschossiger schlanker Turm mit flachem Zeltdach. Über dem Eingang auf der Südseite befindet sich ein Wappenstein, inschriftlich datiert von 1631 mit den Wappen von Lohe, von Gevertzan, von Katterbach und von Bellinghausen. Daneben befindet sich eine Takenplatte in Eisenguss mit Johanniterkreuz und inschriftlicher Datierung 1626. Am Ostgiebel schließt sich etwas nach Süden versetzt ein 2-geschossiger, hoher und schlanker Baukörper mit Satteldach an. Er ist verputzt in Fachwerkkonstruktion. Dessen Dach setzt sich nördlich über einem Anbau als Pultdach fort. Östlich schließt sich auf rundbogig auskragendem Sockel ein erkerähnlicher eingeschossiger Anbau mit leicht geschwungenem, verschiefertem Walmdach an. Ein ähnlicher Anbau befindet sich an der südlichen Traufseite, jedoch allseitig auf senkrechtem Putzsockel und weitaus jünger. Sprossenfenster sind an allen Baukörpern, z. T. mit Schlagläden versehen. Die Wirtschaftsgebäude sind eingeschossige Fachwerkkonstruktionen mit Satteldächern.

## Denkmalschutz
Haus Stade wurde am 3. April 1984 als Baudenkmal Nr. 7 in die Liste der denkmalgeschützten Bauwerke der Stadt Rösrath eingetragen.

## Geschichte
Das „Haus Stade“ liegt auf einem Wiesengelände an der Straße zum Rösrather Ortsteil Lüghausen. Seit dem Eisenbahnbau im Jahre 1909 ist es von Hoffnungsthal durch den mächtigen Bahndamm mit dem Bahnhof abgeschnitten. Die Gebäude wurden 1842 an dieser Stelle neu errichtet, nachdem der Vorgängerbau aus dem Jahre 1642 niedergebrannt war. Über dem Eingang auf der Südseite erinnert ein Wappenstein aus dem Jahre 1631 an die Familie von Loë, deren Name besonders mit der ehemaligen Wasserburg verbunden ist. 1450 gelangte die Familie von Loë in den Besitz dieses Rittergutes, das 1363 erstmals urkundlich erwähnt wurde und reich an Besitzungen war, die sich bis auf die fruchtbaren Höhenrücken der Hoffnungsthaler Berge erstreckten. Zusammen mit den Herren der Häuser Venauen und Eulenbroich war es Gerhard Wilhelm von Loë, der zur Gründung des Klosters Rösrath im Jahr 1672 beitrug: Da er und die Familien in Venauen und Eulenbroich katholisch geblieben waren, wünschten sie sich eine „ortsnahe seelsorgliche Betreuung“, da die Katholiken nach der Gründung der evangelischen Gemeinde in Volberg zur Pfarrei Altenrath gehörten und lange Wege durch das Sülztal bis in die Wahner Heide zur Kirche in Kauf nehmen mussten. Als dann aber Gerhard Wilhelm starb und seine letzte Ruhestätte in Rösrath erhalten hatte, trat seine Frau nach ihrer Hochzeit mit Adolf von Landsberg wieder dem evangelischen Glauben bei, wurde in Volberg beerdigt, was die Kinder veranlasste, fortan die Volberger Kirche zu unterstützen – ein recht typisches Beispiel für die ehemals konfessionell streng geteilte Gemeinde Rösrath. Die für die Familie reservierten Kirchenstühle in der Volberger Kirche zeugen heute noch davon.
Eine völlig neue Funktion hatte Haus Stade nach dem Ersten Weltkrieg als Pferdegestüt und Produktionsstätte für Impfserum, geführt von einer Hoffnungsthaler Familie. In dieser Serumstation, in der bis zu 100 Pferde gehalten wurden, produzierte man von 1918 bis 1953 ein Serum für die Entwicklung von Antikörpern gegen Diphtherie und Tetanus. 1939 kaufte der Tierarzt und Serologe Hans Weidlich aus Marburg Haus Stade.
Nach dem Tod von Hans Weidlich im Jahr 1953 und der Aufgabe der Serumstation wurde Haus Stade privat genutzt. 2008 wurde das Denkmal von der Netempire AG, ein auf Individuallösungen spezialisiertes Softwareunternehmen, gekauft und renoviert.

## Heutige Nutzung
Mit dem Kauf des Denkmals verlegte die Netempire AG ihren Firmensitz von Köln nach Hoffnungsthal. Die 12 ha große Anlage von Haus Stade beherbergt nicht nur moderne Büroarbeitsplätze, sondern auch ein umfangreiches Sozialangebot mit Fitnessraum, Sandplatz für Volleyball und Beachsoccer, Bogenschießanlage sowie einer Kantine. Der gesamte Standort wird heute CO2-neutral und bedacht nachhaltig betrieben. Das Unternehmen nutzt entsprechend der ältesten Urkunde für den Firmensitz die historische Schreibweise „Haus Staade.“

## Rezeption
Haus Stade wurde der Öffentlichkeit im Mai 2014 als Denkmal des Monats vorgestellt. Mit dem Anspruch, die Anliegen des Denkmalschutzes und der lokalen Geschichtsforschung ins Bewusstsein der Bürger zu rücken, rückt das Denkmal des Monats jedes Jahr zehn Denkmäler oder denkmalwürdige Objekte der Stadt Rösrath ins Licht der Öffentlichkeit. Die Auswahl der Denkmäler erfolgt durch ein Gremium, bestehend aus Vertretern des Stadtrates, der Stadtverwaltung, des Geschichtsvereins Rösrath sowie einem fachkundigen Bürger.